# Кубок Лихтенштейна по футболу 2023/2024
Кубок Лихтенштейна по футболу 2023/24 (нем. Liechtensteiner Cup 2023/24) — 79-й сезон ежегодного футбольного соревнования в Лихтенштейне. Победитель кубка квалифицируется в квалификационный раунд Лиги Конференций УЕФА 2024/25. Победителем в 50-й раз стал «Вадуц», обыгравший в финале «Тризенберг» со счётом 5:0.

## Предварительный раунд
Матч состоялся 11 августа 2023 года.
| Хозяева    | Счёт | Гости     |
| ---------- | ---- | --------- |
| Тризен III | 0:3  | Вадуц III |

## 1/8 финала
Матчи состоялись 22, 23, 29 августа и 15 сентября 2023 года.
| Хозяева        | Счёт           | Гости           |
| -------------- | -------------- | --------------- |
| Руггелль       | 1:8            | Вадуц           |
| Шан            | 1:2            | Эшен-Маурен     |
| Эшен-Маурен II | 1:1 (1:2 д.в.) | Тризен          |
| Тризен II      | 0:8            | Тризенберг      |
| Вадуц II       | 0:1            | Бальцерс        |
| Шан II         | 6:1            | Тризенберг II   |
| Руггелль II    | 2:0            | Бальцерс II     |
| Вадуц III      | 2:2 (7:6 пен.) | Эшен-Маурен III |

## 1/4 финала
Матчи состоялись 24 и 25 октября 2023 года.
| Хозяева     | Счёт            | Гости      |
| ----------- | --------------- | ---------- |
| Руггелль II | 1:1 (1:2 (д.в.) | Тризенберг |
| Вадуц III   | 1:6             | Бальцерс   |
| Шан II      | 1:4             | Тризен     |
| Эшен-Маурен | 1:1 (1:2 (д.в.) | Вадуц      |

## 1/2 финала
Матчи состоялись 9 апреля 2024 года.
| Хозяева    | Счёт | Гости  |
| ---------- | ---- | ------ |
| Бальцерс   | 0:5  | Вадуц  |
| Тризенберг | 2:0  | Тризен |

## Финал
Финал состоялся 9 мая 2023 года на стадионе Райнпарк в Вадуце. Со счётом 5:0 «Вадуц» одержал победу над клубом «Тризенберг», выиграв трофей в 50-й раз.
| Хозяева | Счёт | Гости      |
| ------- | ---- | ---------- |
| Вадуц   | 5:0  | Тризенберг |